# Верхняя Западная область
Ве́рхняя За́падная о́бласть (англ. Upper West Region) — одна из 16 областей Ганы, административно-территориальная единица первого уровня. Административный центр — Ва.
Граничит с Верхней Восточной областью и Северо-Восточной областью на востоке, Саванной на юге, государствами Буркина-Фасо на севере и Кот-д’Ивуар на западе.
После обретения независимости Ганы от Великобритании 6 марта 1957 года, регион Северные территории бывшей британской колонии Золотой Берег стал Северной областью. В 1959 году из Северной области была выделена Верхняя область. В том же году в состав Верхней и Северной области вошли северные районы бывшей колонии Британское Того. В 1984 году Верхняя область разделена на Верхнюю Восточную и Верхнюю Западную области.